# Cyril Pullin

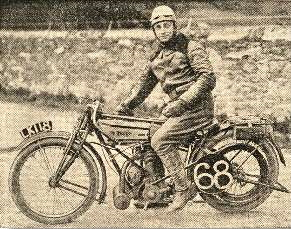
Cyril Pullin tijdens de TT van Man in 1914

Cyril George Pullin (Wandsworth, 18 augustus 1892 - Poole, 23 april 1975) was een Britse uitvinder, ingenieur en motorcoureur. Zijn uitvindingen droegen bij aan de ontwikkeling van de rotatiemotor en de helikopter.

## Biografie
Cyril Pullin werd geboren in de Londense wijk Wandsworth. Zijn zoon was de eerste piloot die een succesvolle Britse helikoptervlucht maakte in 1938.

### Motorrace

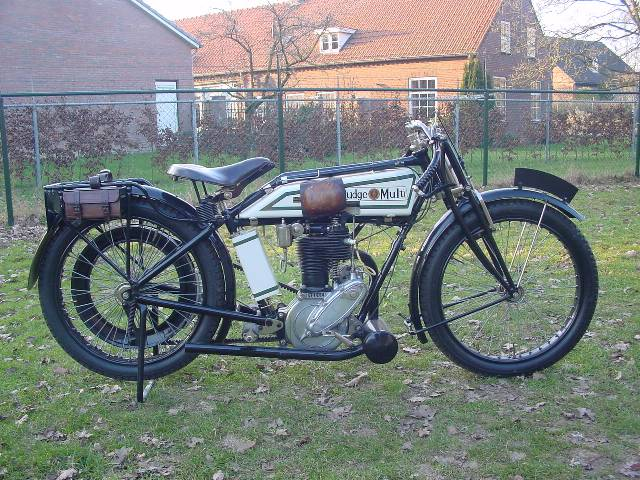
Rudge 1915 Multi TT 500 cc

Cyril Pullin werd al snel een succesvol coureur. In 1914 won hij de Senior TT bij de Isle of Man TT met een Rudge-Whitworth. Hij vestigde een nieuw record met een gemiddelde snelheid van 79,6 km/h. Hij kon daarbij gebruikmaken van de juist gepatenteerde Rudge Multigear. De race duurde meer dan vier uur en werd aanvankelijk geleid door Howard R. Davies (Sunbeam en Oliver Godfrey (Indian), maar Pullin haalde ze in en won met 6,4 seconden voorsprong. In maart 1922 was Pullin de eerste Britse coureur die 100 mph (160 km/h) reed op het snelle circuit van Brooklands. Hij gebruikte daarvoor een 500 cc Douglas.

### Pullin-Groom en Ascot-Pullin
Van 1920 tot 1923 produceerde hij de Pullin-Groom motorfietsen. In 1928 nam Pullin de voormalige "Phoenix" fabriek in Letchworth over om er de Ascot-Pullin motorfietsen en de Ascot auto te gaan bouwen. De auto was gebaseerd op de Hongaarse Fejes maar ging bij Ascot nooit in productie. Van een ander model, de Ascot Gold Cup Six met een 2423 cc zescilindermotor (mogelijk van Continental Motors) werden wel enkele exemplaren gebouwd. Er waren verschillende modellen leverbaar: een tweezitter sportmodel, een coupé en een sedan.

### Helikopters
In 1932 nam Pullin dienst bij G & J Weir Ltd in Glasgow als hoofdontwerper om autogiro's te ontwikkelen. Hij bouwde de Weir W.4 autogiro om tot een helikopter door er twee co-axiale rotors op te zetten, die later werden vervangen door twee rotors aan weerszijden van de romp. De Weir W.5 was een eenpersoons helikopter met een luchtgekoelde motor. Hij vloog voor het eerst in Dalrymple (Ayrshire) op 7 juni 1938 met Pullins zoon Raymond als piloot. Dit was de eerste succesvolle vlucht met een Britse helikopter. Voor het begin van de Tweede Wereldoorlog kwam een opgewaardeerde versie, de Weir W.6, de eerste tweezits helikopter ter wereld. Door het uitbreken van de oorlog kon dit model niet doorontwikkeld worden. In 1940 werd Cyril Pullin directeur van Weirs in de Cathcart Works in Glasgow. Daar ontwierp hij een 1500 cc tweecilinderboxermotor en de viercilinder "Pixie" motor die in de Weir autogiro's gebruikt zouden worden. Na de oorlog gaf Pullin bij de Cierva Autogiro Company leiding aan de ontwikkeling van de Cierva W.9 "Drainpipe" en de 24 persoons Cierva W.11 "Air Horse" helikopters.

### Uitvindingen
In de jaren twintig ontwikkelde Pullin een aantal patenten voor helikoptermotoren en in de jaren veertig het "Powerwheel", een kleine rotatiemotor die in het achterwiel van een fiets gebouwd kon worden. De motor kwam niet in productie, maar droeg wel bij aan de ontwikkeling van de rotatiemotor.
Pullins zuster Cillie was getrouwd met Stephen Leslie Bailey, die hoofdingenieur bij Douglas was, waardoor veel van zijn patenten onder de naam van Douglas bijgeschreven werden.